# Teoctista Florina
Teoctista Florina, en grec medieval Θεοκτίστη Φλώρινα, va ser la mare de l'emperadriu del segle ix, Teodora, consort de l'emperador Teòfil.

## Biografia
Teoctista Florina estava casada amb Marí, un oficial de l'exèrcit romà d'Orient que tenia el rang de drungari de la guàrdia, equivalent al de segon comandant de l'exèrcit. La família vivia originàriament a la ciutat d'Ebissa, a Paflagònia. Alguns genealogistes moderns han suggerit que Marí provenia de la família dels Mamiconis, un clan noble d'Armènia, però les fonts no ho deixen clar.
Amb Marí, Teoctista va tenir dos fills, Bardas i Petrones, i quatre filles, Teodora, Sofia, Maria i Irene. L'any 821 o potser el 830 (hi ha diferents opinions), Teodora es va casar amb Teòfil, que el 829 va succeir al seu pare Miquel el Tartamut (r. 820-829) com a emperador. Amb la coronació de la seva filla com a emperadriu, Teoctista també va ser honorada amb l'exaltat títol de Patrícia cenyida (Zoste patrikia), un càrrec cortesà reservat a les dones lligades íntimament amb l'emperadriu. Aproximadament al mateix temps va comprar una mansió a Constantinoble que va convertir en la seva residència.
A diferència del seu gendre l'emperador Teòfil, que era un iconoclasta fervent, se suposa que Teoctista era iconòdula. Es va negar a perseguir els iconòduls, i quan les cinc filles de Teodora l'anaven a visitar a casa seva, les instruïa en la veneració de les icones, amb gran indignació per part de Teòfil, que va prohibir a les seves filles anar a veure la seva àvia. Més tard, possiblement encara durant el regnat de Teòfil (829-842), la seva casa va ser transformada en un monestir. Teoctista i Teodora, i altres membres de la seva família, van ser enterrats allà.
Els seus fills Bardas i Petrones van ser personatges importants en el regnat de Teodora i el fill de Teòfil, Miquel III l'Embriac (r. 842–867). Una filla, Sofia, es va casar amb el Magister officiorum Constantí Babutzikos. Maria, també coneguda com a Kalomaria ("Maria la Bella") es va casar amb el patrici i després Magister officiorum Arsaber Finalment Irene es va casar amb el patrici Sergios, potser el germà o l'oncle matern del futur Patriarca de Constantinoble Foci.